# Cmentarz mennonicki w Wielkim Wełczu
Cmentarz mennonicki w Wielkim Wełczu – nekropolia mennonitów w miejscowości Wielki Wełcz.

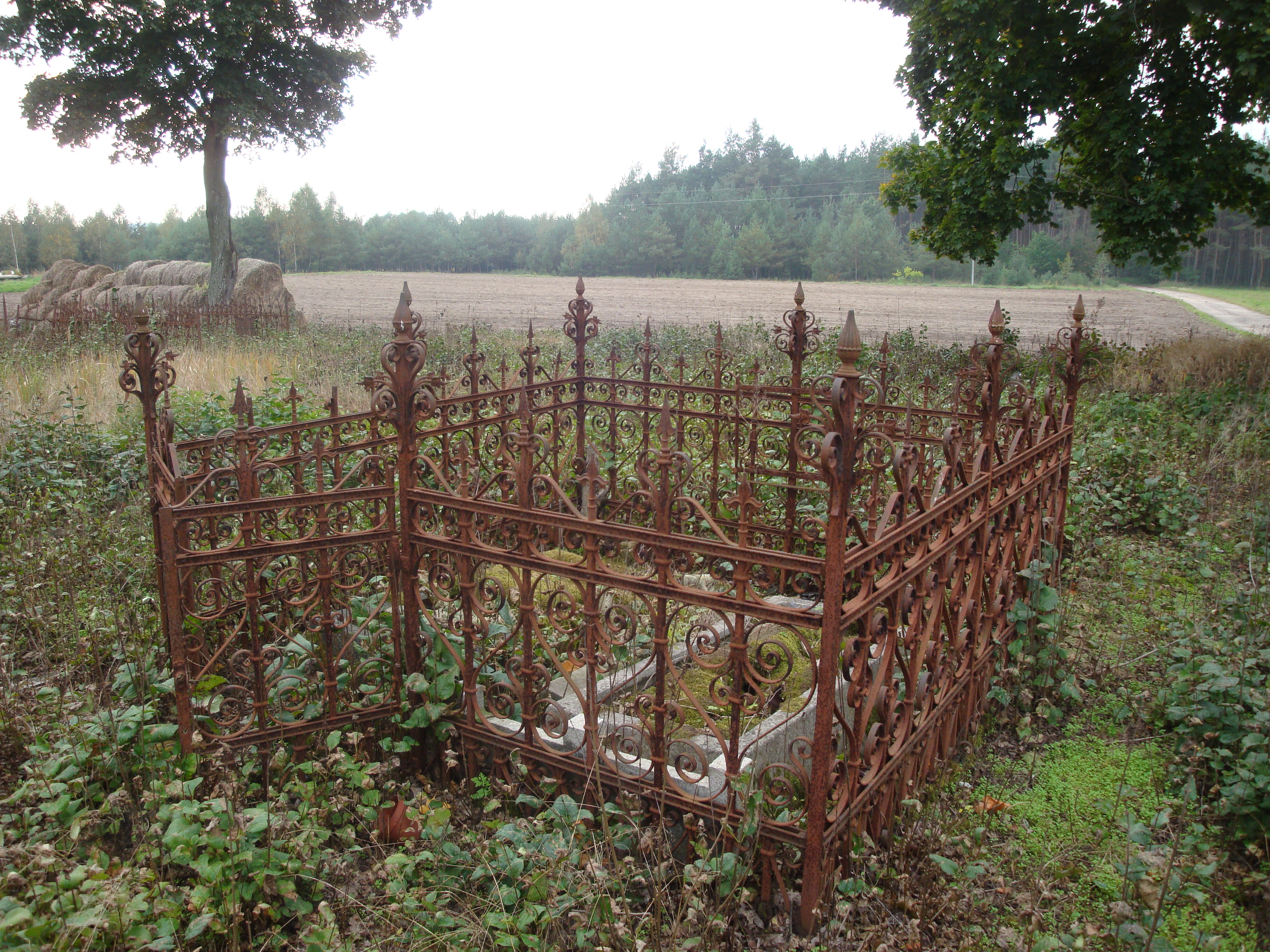
Cmentarz mennonicki w Wielkim Wełczu (stan w 2010)

Cmentarz należał do mennonitów osiedlonych w Wielkim Wełczu ok. 1560. Początki cmentarza sięgają XVIII w. Zachowały się na nim niektóre nagrobki. Dostrzegalny jest układ alejowo-kwaterowy nekropolii.
Obiekt ujęty jest w wojewódzkiej ewidencji zabytków (lp. 240).